# Hébécrevon
Hébécrevon ist eine Ortschaft und eine ehemalige französische Gemeinde mit  1.134 Einwohnern (Stand 1. Januar 2022) im Département Manche in der Region Normandie. Sie gehörte zum Arrondissement Saint-Lô und zum Kanton Saint-Lô-1. Die Einwohner werden Marignais genannt.
Mit Wirkung vom 1. Januar 2016 wurden die früheren Gemeinden Hébécrevon und La Chapelle-en-Juger zur Commune nouvelle Thèreval zusammengelegt und haben dort den Status einer Commune déléguée. Der Verwaltungssitz befindet sich im Ort Hébécrevon.

## Lage
Der Ort liegt etwa vier Kilometer westnordwestlich des Stadtzentrums von Saint-Lô.

## Bevölkerungsentwicklung
| Jahr      | 1962 | 1968 | 1975 | 1982 | 1990 | 1999 | 2006  | 2013  | 2020  |
| Einwohner | 660  | 604  | 640  | 813  | 921  | 969  | 2.067 | 1.139 | 1.136 |

## Sehenswürdigkeiten
- Kirche Saint-Martin
- Schloss La Roque aus dem 16. Jahrhundert, Monument historique

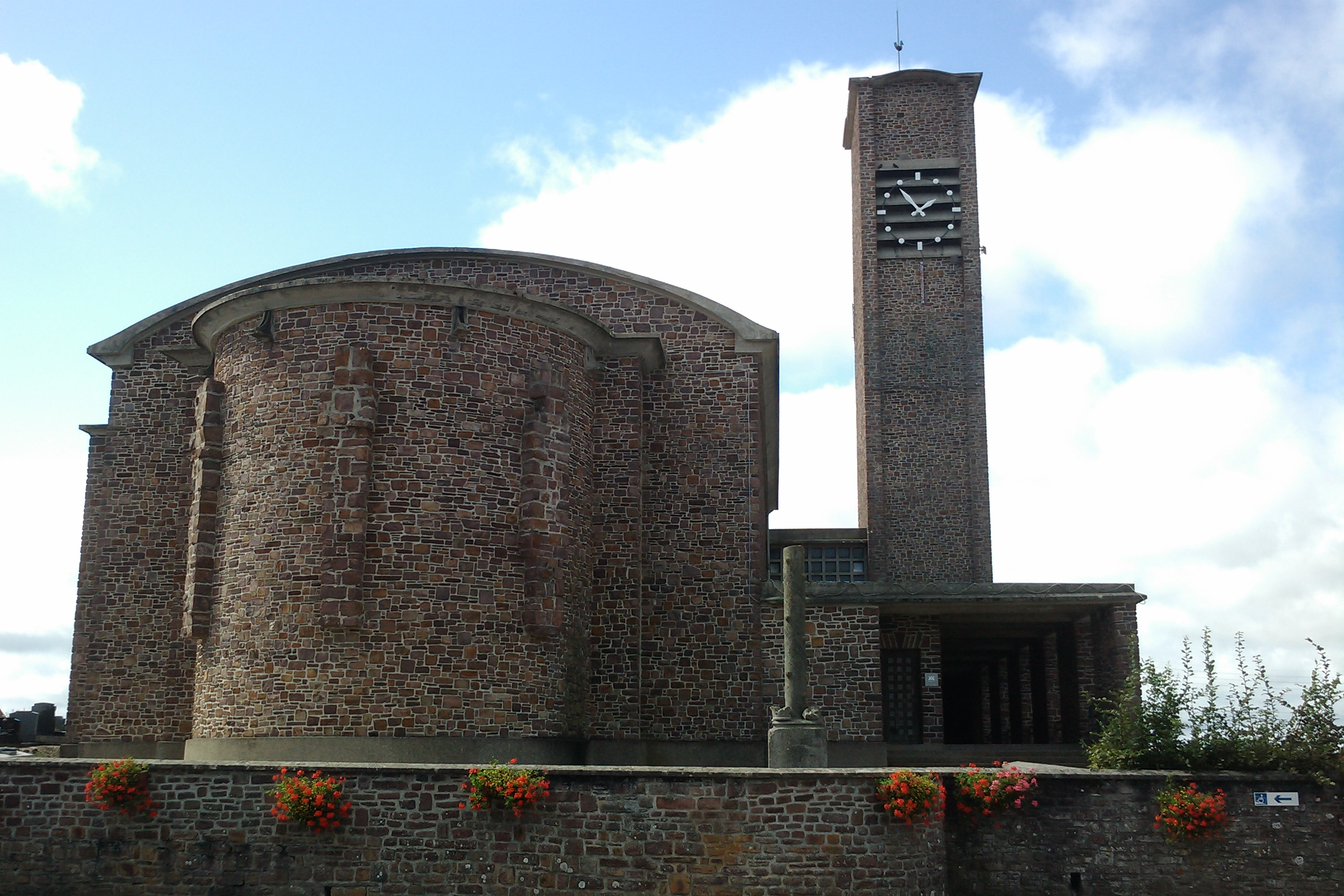
Kirche Saint-Martin
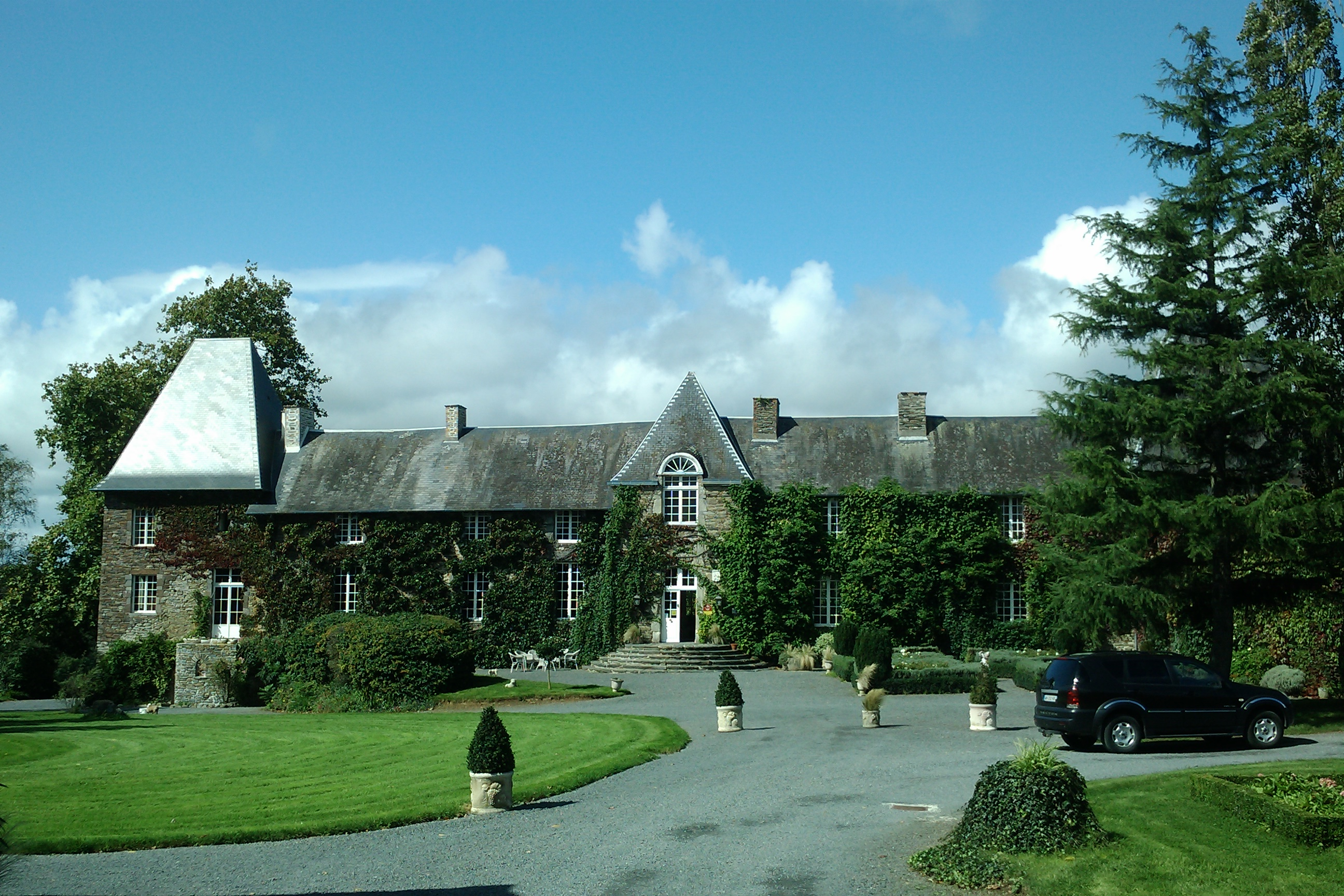
Schloss La Roque

## Persönlichkeiten
- Erich Marcks (1891–1944), General
- Raymond Delisle (1943–2013), Radrennfahrer